# 王國春
王國春（1987年11月20日—）現職為計程車司機、網紅、作家。著有《我只是個計程車司機：運轉手的小黃日記》、《坐霸王車的男孩：從黑暗到光明的逆轉人生》等書。

## 生平

### 家庭
生於桃園，現居於彰化，已婚，育有一女。父親為臺灣外省人，戰後隨中華民國政府遷臺；母親為新住民。王國春與父親相差60歲，是臺灣外省人二代。

### 早年
王國春6歲時父母離異後，與母親相依為命，因母親多次改嫁，導致家庭成員關係複雜且家庭功能薄弱。
14歲時，因母親長期沉迷賭博而輸光家產，積欠賭債、房租後跑路，至此王國春開始一個人獨立生活，於國三時輟學。
滿16歲後在加油站工作時遇到當時國中班導師，導師鼓勵王國春回學校完成國中學業，因而重返校園。白天在加油站工作，晚上就讀國中補校，完成國中學歷。

### 職業經歷
2019年因感嘆社會大眾對計程車司機有許多負面印象，開始於社群網站分享載客故事，希望藉此平衡觀感，多篇文章在網路造成迴響，因而獲得出版社邀約出書的機會，成為一位計程車司機作家。

## 作品
- 《我只是個計程車司機：運轉手的小黃日記》 ISBN 9789869939355
- 《坐霸王車的男孩：從黑暗到光明的逆轉人生》ISBN 9786263904101

## 資料來源
1. ↑  王韻齡. . 親子天下. 2024-02-07  [2024-03-31]. （原始内容存档于2024-07-06） （中文（臺灣））.
2. ↑  簡慧珍. . 聯合新聞網. 2023-08-17  [2024-04-08]. （原始内容存档于2024-04-08） （中文（臺灣））.
3. ↑  張佩雯. . 太報. 2020-11-13  [2024-04-08] （中文（臺灣））.
4. ↑  . 親子天下雜誌.   [2024-04-10].
5. ↑  王韻齡. . 親子天下翻轉教育. 2024-01-30  [2024-03-31]. （原始内容存档于2024-05-08） （中文（臺灣））.
6. ↑  花芸曦. . 三立新聞網. 2020-04-13  [2024-03-31]. （原始内容存档于2024-03-31） （中文（臺灣））.
7. ↑  蔡儀潔. . ETtoday新聞雲. 2020-04-17  [2024-04-08]. （原始内容存档于2024-04-08） （中文（臺灣））.
8. ↑  莊翊晨. . 今周刊. 2021-02-09  [2024-03-31]. （原始内容存档于2024-03-31） （中文（臺灣））.

## 外部連結
- 王國春-我只是個計程車司機的Facebook專頁
- 王國春的Instagram帳戶